# Мемориальный колизей Лос-Анджелеса
Мемориальный колизей Лос-Анджелеса (англ. Los Angeles Memorial Coliseum) — спортивный комплекс, который был построен в Лос-Анджелесе, США. С момента своего открытия в 1923 году, Мемориальный колизей Лос-Анджелеса стал одним из самых больших спортивных объектов в мире. Этот спортивный комплекс является единственным сооружением в мире, где проводились две олимпиады (летние Олимпийские игры 1932 года и летние Олимпийские игры 1984 года), два Супербоула (I-й и VII-й), Мировая серия 1959 года, папская месса и выступления троих президентов США: Джона Ф. Кеннеди, Ричарда Никсона и Рональда Рейгана. Этот список будет пополнен ещё одним событием — Мемориальный колизей станет ареной для проведения летних Олимпийских игр 2028 года.

## История
Колизей был спроектирован семьей архитекторов, отцом и сыном — Джоном и Дональдом Паркинсонами. Мемориальный Колизей изначально планировался, как место почитания и памятник ветеранам Первой мировой войны (официальная церемоний передачи состоялась лишь в 1968 году). Торжественная церемония закладки фундамента состоялась 21 декабря 1921 года и строительные работы были завершены 1 мая 1923 года. Когда Мемориальный Колизей открылся в июне 1923 года — это был самый большой стадион в Лос-Анджелесе с вместимостью 75 144 человек. Именно здесь состоялись церемонии открытия и закрытия летних Олимпийских игр 1932 года. Стадион стал местом проведения соревнований по хоккею на траве, гимнастики, конкуру. В преддверии этих Олимпийских игр вместимость стадиона была увеличена до 105 574 мест. В 1984 году Лос-Анджелес стал единственным городом в США, где дважды проводились Олимпийские игры, а Мемориальный Колизей стал первым стадионом, который принимал эти соревнования. Во время летних Олимпийских игр 1984 года этот стадион стал местом проведения соревнований по лёгкой атлетике, а также местом проведения церемоний открытия и закрытия. В третий раз Мемориальный Колизей будет принимать летние Олимпийские игры в 2028 году и станет единственным стадионом, где стадион принял три раза Олимпиаду на одном и том же стадионе (на трёх играх в Париже и Лондоне — разные стадионы).
Первый футбольный матч здесь был проведён 6 октября 1923 года. Игра состоялась между командами Колледжа Помоны и Университета Южной Калифорнии, и закончилась победой последней о счётом 23:7. Это спортивное событие посетили 12 836 человек.